# Nikolaï Vladimirovitch Zateïev
Nikolaï Vladimirovitch Zateïev (russe : Николай Владимирович Затеев), né le 30 juin 1926 à Nijni Novgorod et décédé le 28 août 1998 à Moscou, est un sous-marinier russe et capitaine de premier rang dans la marine soviétique. 
Il est surtout connu pour avoir été le commandant du sous-marin soviétique K-19 en juillet 1961 lors d'un incident à bord ; une fuite dans le circuit de refroidissement du réacteur nucléaire tribord faisant craindre une explosion thermique. Zateïev et les actions de son équipage ont réussi à éviter une catastrophe, malgré une grave exposition aux radiations. Après l'événement, Zateïev et son équipage ont juré au secret par le gouvernement soviétique concernant les événements qui se sont produits et n'ont été autorisés à révéler l'histoire qu'après son effondrement.  
Zateïev publia plus tard ses mémoires sur l'événement, qui furent utilisés comme base pour un certain nombre d'œuvres littéraires sur la catastrophe, ainsi qu'un documentaire de 2002 et un film. Dans ces mémoires, Zateïev critiqua la production précipitée du premier sous-marin nucléaire russe à missiles balistiques. Ses actions et celles de son équipage le 4 juillet 1961 ont valu aux membres d'équipage survivants une nomination conjointe pour le prix Nobel de la paix en mars 2006. 

## Jeunesse et carrière
Zateïev est né à Nijni Novgorod. Enrôlé dans l'Armée rouge en 1943, il étudie à l'école navale préparatoire de Bakou. Il réussit le cours de navigateur et est commissionné à l'école navale supérieure MV Frounze de Leningrad. À la fin des années 1940, il rejoint la flotte de la mer Noire et sert d'abord dans des sous-marins en tant qu'officier de navigation, avant de devenir officier exécutif. En 1954, il achève le cours avancé d'officiers spéciaux au cours duquel il reçoit le commandement de son propre sous-marin. Pour l'excellente performance de tir de son sous-marin, il est récompensé par une promotion précoce sur ordre du ministre de la Défense, le maréchal Joukov. En 1958, il est transféré à la flotte du Nord et reçoit le commandement du nouveau sous-marin K-19 lors de sa mise en service. 

## Service au sein duK-19

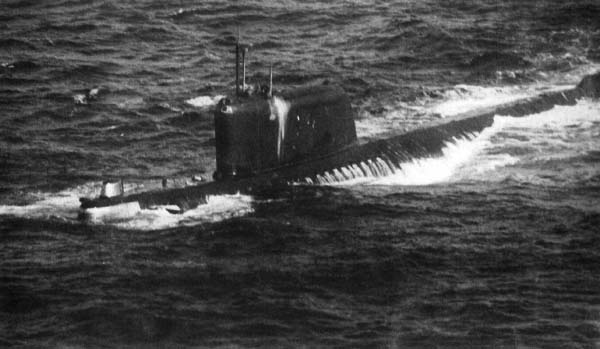
Le sous-marin K-19. Photo prise par un hélicoptère de l'US Navy en février 1972.

Le 4 juillet 1961, alors que le K-19 opère près du sud du Groenland, la pression de l'eau dans le réacteur nucléaire tribord chute en raison d'une fuite de liquide de refroidissement dans une zone du réacteur très difficile d'accès. La perte de liquide de refroidissement provoque une surchauffe du réacteur, mettant en danger l'intégrité des barres de commande. Zateïev croit à tort que cela pourrait conduire à une explosion nucléaire. Le capitaine pense qu'une telle explosion endommagerait une base de l'OTAN à proximité et pourrait provoquer une guerre nucléaire entre l'Union soviétique et les États-Unis. Mikhaïl Gorbatchev écrivit plus tard : « Une explosion à bord du K-19 aurait pu être prise pour une provocation militaire ou même une tentative de lancement d'une frappe nucléaire sur la côte nord-américaine. Une réponse immédiate des États-Unis et de l'OTAN aurait pu déclencher une Troisième Guerre mondiale ». Huit membres d'équipage sont morts dans les jours qui ont suivi le 4 juillet, après avoir travaillé dans le cœur du réacteur. Cependant, un système de refroidissement soudé à la hâte a réussi à éviter toute catastrophe. Le K-19 a ensuite été remorqué vers le port et ses réacteurs ont été remplacés sur une période de deux ans. 
À la suite de l'incident, Zateïev et l'équipage ont reçu l'ordre de garder le silence sur l'accident, et ni l'équipage de remplacement du K-19 ni les familles des personnes décédées n'ont été informés. Les victimes de l'empoisonnement par les radiations ont été inhumés dans des cercueils en plomb en mer, selon la lettre écrite par Mikhaïl Gorbatchev au Comité Nobel norvégien en 2006. Ce n'est qu'en 1990 que les survivants (dont 56 au 1er février 2006) ont été autorisés à parler.

## Fin de carrière
Zateïev ne reprendra plus jamais la mer. De 1962 à 1965, il étudie à l'Académie navale de Leningrad et est ensuite employé comme chef de département à la base navale Léningrad et au quartier général de la marine à Moscou. En 1972, il est chef du département des essais de la marine responsable de l'acceptation de nouveaux navires provenant des chantiers navals. Il prend sa retraite en 1986 et, après 1990, participe activement aux affaires des anciens combattants de la marine soviétique. Il décède en 1998 d'une maladie des poumons et est enterré à Moscou à côté de certains de ses camarades du K-19. 

## Dans la culture populaire
Le personnage du capitaine Alexeï Vostrikov est incarné par Harrison Ford dans le film de 2002 K-19 : Le Piège des profondeurs.